# 大張正己
大張 正己（おおばり まさみ、1966年1月24日 - ）は、日本の男性アニメ監督、アニメーター、メカニックデザイナー。神奈川県生まれ、広島県育ち。スタジオG-1NEO代表取締役。新日本プロレスリングの元代表取締役社長の大張髙己は実弟。

## 経歴
広島県立宮島工業高等学校時代、友人のうるし原智志がアニメーターを目指していたことがきっかけでそういう仕事があることを知り、自身も興味を持ってアニメの世界を目指すことになった。絵を描いたりアニメを見たりするようになったのもその頃からで、『宇宙戦艦ヤマト』『機動戦士ガンダム』『うる星やつら』といった当時のヒット作すら見たことがなく、周囲の熱狂ぶりについていけなかったという。高校卒業後、葦プロダクションに入社。1ヶ月くらいで絵が上達し早速才能を発揮する。
1985年放映の『超獣機神ダンクーガ』（当時19歳）にてメカニックデザインおよびメカ作画監督を担当、その独特の作画スタイルで一躍注目を浴びる。
その後、葦プロダクションを退社してフリーとして活動を始め、南町奉行所の立ち上げに参加する
1986年、葦プロの担当回をきっかけに原画やメカ作監として参加した『忍者戦士飛影』の仕事で自分の作画意図と音楽の演出のズレに不満を感じ、演出や監督もやりたいと思うようになる。
1987年、『機甲戦記ドラグナー』の前期オープニングアニメーションを一人で担当。人間の筋肉や骨をロボットと合体させてポージングも含めてカメラを計算して見せるという自分なりのアプローチやスタイルを実行。主役メカのドラグナー3機や敵メカたちを「オーバリズム」と呼ばれる独特のディフォルメを加えて描いたが当時は受け入れられず、特にデフォルメの度合が著しかったドラグナー1の頭部が「製品とあまりに違う」という理由からスポンサーのバンダイの指示により、第14話以降は設定画にほぼ忠実な作画に修正された。しかし、その後も大張は以後も数々の作品のオープニングアニメーションに起用され、同様のデフォルメを加え続けている。
1988年、OVA『バブルガムクライシス』PART5を22歳で監督（クレジット表記は「演出」）し、初監督の最年少記録を更新した。
対戦格闘ゲームの一大ブームが巻き起こった1990年代、92年にSNKの『餓狼伝説』を原作とするテレビスペシャル「バトルファイターズ 餓狼伝説」の監督を務め、93年に続編『バトルファイターズ 餓狼伝説2』、94年に劇場版『餓狼伝説 -THE MOTION PICTURE-』を手がけた。
2013年8月1日には画集『ロボ魂-ROBOT SOUL-』 (ISBN 978-4-7973-7003-4) がSBクリエイティブより発売された。
2016年11月14日、自身のTwitterにて27歳年下のモデラーの戸ヶ崎葎と沖縄で結婚（再婚）したことを報告した。
2022年発売の対戦格闘ゲーム『THE KING OF FIGHTERS XV』にて、ゲーム内に収録されるスペシャルムービーを手掛けた。

## 人物
アニメーターや監督としてだけでなく、ロボットのキャラクターデザインも手掛けるなど、幅広く活躍。
ロボットのデザインにおいては顔を重視、目や鼻の形にもこだわっており、人間の顔のように表情も変わることがある。またロボットでありながらボディは筋肉の流れを意識して描いている。それら人間のような頭部、人体の筋肉のような印象を与えるボディデザインや人間のような決めポーズなど、特徴ある独特な絵柄を持ったロボットは、俗に「バリメカ」と称されている。
変形のギミックについては、脳内で3Dモデルを回転させて考えている。そのことについては、学生時代にインテリアデザインや建築の勉強をしていた経験が生きているという。しかし、これからアニメーターを目指す人は建築よりもカメラ（パースやレンズなど）や習字（筆使い）を学んだ方が良いと語っている。
田村英樹の影響を受けた「中無し」を多用する作画スタイルは、「勇者シリーズ」の合体バンクや、後に自身のフォロワーが参加した『機動戦士ガンダムSEED』などにも影響を見せた。自身が「勇者パース」と呼ぶこの技法は、周囲の優秀な先輩アニメーターのいる中で自分なりの「技」として編み出したものと語っている一方、この技法から20年間変化がない部分については、「21、2歳の頃に掴んだ方法論が未だに使えてしまうのは、驚くよりも、つまらないことですね」と語って、描き手として長年問題視しているとも述べている。
「スーパーロボット大戦シリーズ」に協力的なクリエイターの1人でもある。自身が関わった作品のロボットのカットイン原画をゲーム用に描き下ろしたり、ゲームオリジナルロボットのデザインを担当しているほか、2010年にはテレビアニメ『スーパーロボット大戦OG -ジ・インスペクター-』の監督を務めるまでになっている。また、「スパロボ公式ブログ」における寺田貴信の記事内では、自身が関わった作品の1つ『超重神グラヴィオン』にちなんで「超重神」と呼ばれている。
自身が最も愛するロボットアニメ作品は『無敵鋼人ダイターン3』で、所持している同作のDVD-BOXの上下巻には主役を演じた鈴置洋孝のサインがそれぞれ金と銀のペンで書かれている。大張がアニメ業界に入って唯一サインを求めたのは、この一例のみであるという。
石田敦子は元妻。
中村謙一郎は直弟子。

### 発言

#### 格闘技についての発言
アントニオ猪木を「心の師匠」「（自分は）猪木と同じAB型」と語るほどの格闘技好きであるが、中でも主に新日本プロレスで活躍した武藤敬司の大ファンであり、「動画のタイミングは武藤敬司から学んだ」「（アーケードゲーム『闘魂列伝3』で）日本で1番、武藤を使って戦える」と明言している。

#### アニメーターとしての発言
自身はアニメーターとして未熟であると発言している。理由として「他人が作り上げたキャラクターやメカニックに似せて描くことが、どうしても出来ない」と語り、ワガママに捉えられても仕方がないとして、同様の理由で原画の仕事も「本当にできない」と明言している。その上で「個性を殺してまで、絵を描きたくない」「世の中には、優秀なアニメーターがいっぱいいらっしゃるし、自分くらいは変なことをした方が良いのかもしれない」とコメントしている。

#### コンピュータグラフィックスについての発言
アニメーション制作に於けるCGの扱いについて、「本当なら、何でも手で描けばいい。爆発でも、エフェクトでも。手で描けないものなんて、凡そ無いんじゃないかな」と指摘した上で、「使いこなせてCGっぽく見せない所が恰好良いと思う」として、一見するとCGには見えない使い方がベストであると述べている。その後アニメ制作を取り巻く環境の変化もあり、2020年代ではCGにはある程度肯定的な考えに変わってきている。自身が監督を手掛けた『勇気爆発バーンブレイバーン』では制作当初からCGによるメカ描写を取り入れており、CGスタッフの優秀さに「手描きでは絶対に描けない」とも評している。

#### オープニングアニメーションについての発言
自身が注目を集めることになったオープニングアニメーションについては、「本編は本編として、（オープニングは）兎に角ワクワクする始まりであって欲しい」「きっと面白いことが始まるに違いないと、見る側に期待させなきゃいけない部分じゃないですか」と語り、それを踏まえた上で制作すれば良いとして、そうやって他者から評価された部分が、『機甲戦記ドラグナー』から始まったオープニングの仕事であると述べて、「デザイナーが作ったデザインをアレンジしたつもりはない。美しいと感じるプロポーションに作品のパーツを嵌め込む作業をしただけ」「メカもキャラも区別はない。人間なら身体が、メカならパーツが、美しいと考えるプロポーションに嵌って出来上がる感じで、今でも変わっていない。これからも、そうやって描いていくことになる」とコメントしている。

#### 勇者シリーズについての発言
『勇者エクスカイザー』から『勇者警察ジェイデッカー』までの勇者シリーズに関わり、オープニングアニメーションやメカ作監などを担当したが、同時期に『DETONATORオーガン』や『バブルガムクライシス』などのOVAで監督を経験しており、「他の監督の絵を動かすのは食い足りないなと気づいてしまった」「OVAという限られた視聴者でなく、広い層を対象にしたTVだから、と自分を納得させながら仕事をしました」と当時の心境を明かし、この食い足らなさが高じて、勇者シリーズを完走することなく離脱してしまったことについて、「あの時は、自分でもどうしようもなかったんですよね」との感想を述べている。

#### その他の発言
- 自身の絵柄については「メカもキャラもギラついてる」とし、「表情やプロポーションを含めた全てにオリジナリティを出したい」と語っている[16]。
- 職業監督に為りたくないと発言しており、「今じゃなきゃ作れないものがあるはず。原作がそこそこ売れてます、無難に動かして暮れれば結構、という仕事はやりたくない」と明言している[16]。
- リメイク作品に否定的で、24、5歳頃から依頼はあったものの、「食い足りなさ、空しさを感じて手を出さなかった」「先達が作ったものを今の技術で作り直せば、絵面は凄いものが作れるかもしれない。だけど魂までは作り直せないんですよ。その怖さを感じてしまう」とコメントしている[16]。
- 自身が監督をする際の声優起用について、「人気のある役者をキャスティングしてるつもりはない」として、「（収録）スタジオへタイムカードを押しに来るような人はゴメンですね」と語って、作品と運命と共にする気概があり、尚且つ「こっちが惚れ込むような役者でないと」と、その拘りを述べている[21]。
- 人生設計について、「体が壊れるのが先か、運に見限られるのが先か、という自らのリミットを感じたのは28歳くらい」と語って、以降はいつでも全力で仕事に臨みたいという意気込みを述べている[21]。
- ゲームは映像作品ではないと断言しており、その理由として、「映像は、劇場という不特定多数と感動を共有できる作品なんです」と語っている[21]。

## 参加作品

### テレビアニメ
| 放送年    | タイトル                                                    | クレジット | 備考                                         |
| --------- | ----------------------------------------------------------- | --- | -------------------------------------------- |
| 1984      | 特装機兵ドルバック                                          | 動画 |                                              |
| 1984      | 星銃士ビスマルク                                            | 原画 | 原画デビュー作品。                           |
| 1984      | The Transformer （戦え!超ロボット生命体トランスフォーマー） | 原画 |                                              |
| 1985      | 超獣機神ダンクーガ                                          | メカニックデザイン、メカ作画監督、作画 |                                              |
| 1986      | 生徒諸君!心に緑のネッカチーフを                             | 原画 |                                              |
| 1986      | 北斗の拳                                                    | 原画 |                                              |
| 1986      | マシンロボ クロノスの大逆襲                                 | 作画監督 |                                              |
| 1986      | 忍者戦士飛影                                                | メカ作監、原画 |                                              |
| 1987-1988 | 機甲戦記ドラグナー                                          | OPアニメーション、メカ作監 |                                              |
| 1989      | 獣神ライガー                                                | 原画 |                                              |
| 1990      | 勇者エクスカイザー                                          | タイトルアニメ・OP | 一部変形、合体バンクも担当。                 |
| 1991-1992 | 太陽の勇者ファイバード                                      | アニメーターチーフ、タイトルアニメ・OP、メカ作画監督、原画 |                                              |
| 1992      | 伝説の勇者ダ・ガーン                                        | タイトルアニメ・オープニング、原画 |                                              |
| 1992      | 宇宙の騎士テッカマンブレード                                | オープニングアニメーション | テッカマンブレードの変身バンクの原画も担当。 |
| 1992      | バトルファイターズ 餓狼伝説                                 | キャラクターデザイン、総作画監督 |                                              |
| 1993      | 勇者特急マイトガイン                                        | オープニングアニメーション、原画 |                                              |
| 1993      | バトルファイターズ 餓狼伝説2                                | キャラクターデザイン、総作画監督 |                                              |
| 1994      | 勇者警察ジェイデッカー                                      | ゲストメカニカル・デザイン、オープニング |                                              |
| 1994      | サムライスピリッツ 〜破天降魔の章〜                         | 原画 |                                              |
| 1994      | 魔法騎士レイアース                                          | オープニングディレクター、原画 |                                              |
| 1997      | 超者ライディーン                                            | 第38話：原画 |                                              |
| 1997      | VIRUS                                                       | 監督、脚本、キャラクターデザイン、絵コンテ、演出、作画監督、原画 オープニングアニメーション（作画監督、原画）                                                         |                                              |
| 1998      | ヴァイスクロイツ                                            | オープニングアニメーションディレクター（絵コンテ、作画監督、原画） |                                              |
| 2000      | 銀装騎攻オーディアン                                        | 原作、監督、メカニックデザイン、脚本、画コンテ、演出、メカ作監、作画監修 OPアニメーション（絵コンテ、演出、メカ作画監督、原画）                                       |                                              |
| 2001      | スクライド                                                  | 第26話：原画 |                                              |
| 2002      | 超重神グラヴィオン                                          | 原作、監督、メカニックデザイン、オープニングディレクター、画コンテ、演出、作画監督協力、原画、ゲストコスチュームデザイン                                              |                                              |
| 2002      | G-onらいだーす                                              | 第9話：原画 |                                              |
| 2003      | ギャラクシーエンジェル                                      | 第3期15話：文字 |                                              |
| 2004      | 超重神グラヴィオンZwei                                      | 原作、監督、メカニックデザイン、画コンテ、演出、原画 |                                              |
| 2005      | JINKI:EXTEND                                                | オープニングアニメーション（メカ作画監督）、原画 |                                              |
| 2005-2006 | ガイキング LEGEND OF DAIKU-MARYU                            | オープニングアニメーション（絵コンテ、演出、メカ作画監督、原画）、ドッキングアニメーション、メカニック作画監督、原画                                                  |                                              |
| 2006      | コードギアス 反逆のルルーシュ                               | オープニング（原画） |                                              |
| 2007      | 獣装機攻ダンクーガノヴァ                                    | 監督、メカニックデザイン、演出、メカ作画監督、原画 オープニング（画コンテ、演出、原画）                                                                               |                                              |
| 2007      | PRISM ARK                                                   | 監督、絵コンテ、演出、原画 |                                              |
| 2010      | 薄桜鬼                                                      | オープニングアニメーション（絵コンテ、演出、原画） |                                              |
| 2010      | 薄桜鬼 碧血録                                               | オープニングアニメーション（絵コンテ、演出、原画） |                                              |
| 2010-2011 | スーパーロボット大戦OG -ジ・インスペクター-                 | 監督、メカニックデザイン、画コンテ、演出、メカニック作画監督、ダイゼンガー作画監督、龍虎王作画監督、原画 OPアニメーション（画コンテ、演出、メカニック作画監督、原画） |                                              |
| 2011      | ぬらりひょんの孫〜千年魔京〜                                | 第22話：原画 |                                              |
| 2012      | 薄桜鬼 黎明録                                               | オープニングアニメーション（画コンテ、演出）、絵コンテ |                                              |
| 2012      | 機動戦士ガンダムAGE                                         | 原画、オープニング・スタッフ（絵コンテ、演出、原画） |                                              |
| 2012      | スマイルプリキュア!                                         | 第35話：原画 |                                              |
| 2013      | 八犬伝―東方八犬異聞―                                        | オープニングアニメーション（画コンテ、演出） |                                              |
| 2013      | 超速変形ジャイロゼッター                                    | ジャイロゼッターデザイン |                                              |
| 2013      | カードファイト!! ヴァンガード リンクジョーカー編            | 第138話：原画、第156話：作監協力 |                                              |
| 2013      | HEROES〜Legend of Battle Disks〜                            | OPアニメーションスタッフ（絵コンテ、演出、原画） |                                              |
| 2013-2014 | ガンダムビルドファイターズ                                  | オープニングアニメーション（絵コンテ、演出、原画）、原画、メカニック作画監督、絵コンテ                                                                                |                                              |
| 2014      | フューチャーカード バディファイト                           | オープニングアニメーション（原画）、アルティメットカードバーン合体コンテ                                                                                              |                                              |
| 2014      | カードファイト!! ヴァンガード レギオンメイト編              | 第172話：原画 |                                              |
| 2014      | ロボットガールズZ                                           | 第3.5話：原画 |                                              |
| 2014      | 健全ロボ ダイミダラー                                       | 第12話：原画 |                                              |
| 2014-2015 | ガンダムビルドファイターズトライ                            | オープニングアニメーション（絵コンテ、演出、原画）、原画、メカニック作画監督、絵コンテ                                                                                |                                              |
| 2015      | うーさーのその日暮らし 夢幻編                               | 第7話：エンドカードデザイン |                                              |
| 2015      | 銀魂°                                                       | 第291話：ED原画 |                                              |
| 2015-2017 | 機動戦士ガンダム 鉄血のオルフェンズ                         | 絵コンテ、メカニック作画監督、原画、第2原画、動画 |                                              |
| 2016      | アクティヴレイド -機動強襲室第八係-                         | 第6話：原画 |                                              |
| 2016      | コンクリート・レボルティオ〜超人幻想〜THE LAST SONG         | 第24話：原画 |                                              |
| 2016      | カードファイト!! ヴァンガードG ストライドゲート編           | 第45話：原画 |                                              |
| 2016      | 初恋モンスター                                              | 第8話：スーパーロボットデザイン、原画 |                                              |
| 2016      | ガンダムビルドファイターズトライ アイランド・ウォーズ       | 原画 |                                              |
| 2016      | 蒼の彼方のフォーリズム                                      | 第9話：「天空覇者ゼフィリオン」スタッフ（メカデザイン、絵コンテ、作画協力）                                                                                           |                                              |
| 2017      | リルリルフェアリル〜魔法の鏡〜                              | 第19話：原画 |                                              |
| 2018      | ガンダムビルドダイバーズ                                    | アクション監督、メカニック作画監督、メカニック作画監督協力、原画、動画 オープニング・スタッフ（絵コンテ、演出、原画）                                                 |                                              |
| 2018      | フルメタル・パニック! Invisible Victory                     | オープニングアニメーション（絵コンテ） |                                              |
| 2019      | ポプテピピック TV Special                                   | オープニング（絵コンテ、メカデザイン、塗り分け指定、原画、原画さんへの声掛け、作画チェック、監修、スーパーバリザー）                                                  |                                              |
| 2019      | どろろ                                                      | 前期OPアニメーション（原画） |                                              |
| 2019      | ACTORS -Songs Connection-                                   | オープニングアニメーション（絵コンテ） |                                              |
| 2020      | 戦翼のシグルドリーヴァ                                      | オープニングアニメーション（絵コンテ） |                                              |
| 2021      | 終末のワルキューレ                                          | 筆文字師 |                                              |
| 2021      | 闘神機ジーズフレーム                                        | 合体BANK絵コンテ |                                              |
| 2022      | ポプテピピック TV Animation 2nd Season                      | 第2話「出た！超クソデカ合体」コーナー監督、スーパーバリザー、メカニックデザイン、原画 エンディングアニメーション（コンテ、演出、メカニックデザイン、原画）            |                                              |
| 2023      | 機動戦士ガンダム 水星の魔女                                 | メカニック作画監督、原画、オープニングアニメーション（原画） |                                              |
| 2024      | 勇気爆発バーンブレイバーン                                  | 監督、ブレイバーンデザイン、音響監督、絵コンテ、演出、作画監督、原画、友情作画監督 OPアニメーションスタッフ（絵コンテ、演出、原画）                                   |                                              |
| 2024-2025 | キン肉マン 完璧超人始祖編                                   | アクションスーパーバイザー、煽りV（絵コンテ・演出） オープニングアニメーション（オープニングディレクター、作画）                                                      |                                              |
| 2025      | 地獄先生ぬ〜べ〜                                            | オープニングアニメーション（原画） |                                              |

### 劇場アニメ
| 公開年 | タイトル                                                      | クレジット                             | 備考                                             |
| ------ | ------------------------------------------------------------- | -------------------------------------- | ------------------------------------------------ |
| 1990   | CAROL                                                         | 原画                                   |                                                  |
| 1992   | らんま1/2 決戦桃幻郷! 花嫁を奪りもどせ!!                      | 原画                                   |                                                  |
| 1994   | 餓狼伝説 -THE MOTION PICTURE-                                 | 監督、キャラクターデザイン、総作画監督 |                                                  |
| 2014   | 劇場版 薄桜鬼 第二章 士魂蒼穹                                 | 絵コンテ、演出                         |                                                  |
| 2024   | 機動戦士ガンダムSEED FREEDOM                                  | メカニカル作画監督                     |                                                  |
| 2024   | 映画 ラブライブ!虹ヶ咲学園スクールアイドル同好会 完結編 第1章 | 原画                                   | 「トキメキゴーレム」のデザインのデザインも担当。 |

### OVA
| 公開年    | タイトル                                    | クレジット |
| --------- | ------------------------------------------- | --- |
| 1985      | ドリームハンター麗夢                        | 第1話：原画 |
| 1986      | 超獣機神ダンクーガ 失われた者たちへの鎮魂歌 | 原画 |
| 1986-1987 | 戦え!!イクサー1                             | ACT-II：作画監督、原画 ACT-3：メカニックデザイン、作画監督、原画                                                            |
| 1986      | 装鬼兵M.D.ガイスト                          | 原画 |
| 1987      | 大魔獣激闘 鋼の鬼                           | 作画監督、原画 |
| 1987-1989 | 破邪大星ダンガイオー                        | メカニックデザイン、絵コンテ、作画監督、原画                                                                                |
| 1988-1991 | バブルガムクライシス                        | PART5：ストーリーボード、演出、D-Dデザイン、作画監督 PART6：監督、ストーリーボード、作画監督 PART8：原画                    |
| 1988      | プロジェクトA子3 シンデレララプソディ       | 原画 |
| 1989      | MEGAZONE23 III                              | 後編：メカニック作画監督 |
| 1990-1992 | 暗黒神伝承 武神                             | モンスターデザイン・作画監督、第1話：原画                                                                                   |
| 1990      | ANOTHER STORY OF BUBBLEGUM CRISIS AD.POLICE | 第3話：作画監督、原画 |
| 1990      | 魔獣戦線                                    | 第3部：原画 |
| 1991      | レンタマン                                  | レンタマンデザイン |
| 1991-1992 | DETONATORオーガン                           | 監督、ストーリーボード、作画監督、原画                                                                                      |
| 1992      | 紅いハヤテ                                  | 絵コンテ、原画 |
| 1992      | 超時空要塞マクロスII -LOVERS AGAIN-         | オープニングアニメーション（絵コンテ、作画監督）、作画監督、原画                                                            |
| 1992      | ドラゴンスレイヤー英雄伝説 王子の旅立ち     | 原画 |
| 1992-1993 | D-1 DEVASTATOR                              | メカ・アクション・スーパーバイザー                                                                                          |
| 1993      | モルダイバー                                | オープニングアニメーション（第1、2話）：原画、第4話：原画                                                                   |
| 1993      | BASTARD!! -暗黒の破壊神-                    | 第5話：ストーリーボード、演出                                                                                               |
| 1993      | タイムボカン王道復古                        | ゲストアニメーター |
| 1996      | 闘神伝                                      | 監督、第1話：絵コンテ、演出                                                                                                 |
| 1996-1997 | 超人学園ゴウカイザー                        | 監督、キャラクターデザイン、絵コンテ、作画監督、原画                                                                        |
| 1996      | 覚悟のススメ                                | 第2話：原画 |
| 1997-1998 | 電脳戦隊ヴギィ'ズ★エンジェル                | 監督、キャラクターデザイン、第1話：豪快絵師                                                                                 |
| 1999-2001 | 超神姫ダンガイザー3                         | 原作、監督、シリーズ構成、メカデザイン、絵コンテ、演出、メカ作画監督、原画 オープニングアニメーション、エンディングイラスト |
| 2001-2002 | マジンカイザー                              | 第7話：原画 |
| 2002      | 勇者王ガオガイガーFINAL                     | 第6話：原画 |
| 2010      | まじかる☆ハイクオリティアニメ               | 監督、演出、原画 |
| 2011-2012 | 薄桜鬼 雪華録                               | オープニングアニメーション（画コンテ・演出）                                                                                |
| 2012      | 一発必中!! デバンダー                       | メカニック作画 |

※上記のほか、1995年には『精霊使い』で監督を務めると発表されていたが、降板している。

#### アダルトOVA
| 公開年    | タイトル                        | クレジット                                                                 |
| --------- | ------------------------------- | -------------------------------------------------------------------------- |
| 1988      | ガイ -妖魔覚醒-                 | モンスターデザイン協力、原画                                               |
| 1992      | ガイ SECOND TARGET 黄金の女神編 | ストーリーボード、モンスターデザイン、原画                                 |
| 2001-2003 | それゆけまりんちゃん            | 監督                                                                       |
| 2001-2003 | エンジェルブレイド              | 原作、原案、監督、キャラクターデザイン、アニメプロデューサー、第1話：原画  |
| 2002-2003 | VIPER -GTS-                     | 監督、演出、原画                                                           |
| 2004-2005 | エンジェルブレイド パニッシュ！ | 総監督、キャラクターデザイン、アニメーションプロデューサー、画コンテ、原画 |

### Webアニメ
| 公開年    | タイトル                                                 | クレジット                                                                    |
| --------- | -------------------------------------------------------- | ----------------------------------------------------------------------------- |
| 2013      | 爆獣合神ジグルハゼル                                     | 監督（ハゼルセイオー編、ハゼルジンオー編）                                    |
| 2017      | ガンダムビルドファイターズ GMの逆襲                      | 絵コンテ                                                                      |
| 2017      | ガンダムビルドファイターズ バトローグ                    | 監督、絵コンテ、演出、原画                                                    |
| 2017      | 聖刻−BEYOND− テザーPV                                    | メカ作画監督/エフェクト作画監督、原画                                         |
| 2018      | 鉄鴎 ARMORED GULL 特別版PV                               | 監督、絵コンテ、演出                                                          |
| 2019-2020 | ガンダムビルドダイバーズRe:RISE                          | アクション監督、絵コンテ、メカニック作画監督、原画                            |
| 2020      | ガンダムビルドダイバーズ バトローグ                      | 監督、絵コンテ                                                                |
| 2021      | ガンダムブレイカー バトローグ                            | 監督、絵コンテ、演出、エンディングスタッフ（演出）                            |
| 2022      | 城郭合体オシロボッツ スペシャルショートアニメ            | 監督、音響監督                                                                |
| 2023      | 境界戦機 極鋼ノ装鬼                                      | 監督、絵コンテ、第二原画、メカニック作画監督協力 オープニングスタッフ（原画） |
| 2023      | ガンダムビルドメタバース                                 | 監督、絵コンテ オープニングスタッフ（絵コンテ、原画）                         |
| 2025      | 勇気爆発バーンブレイバーン×ヴァンガード アニメーションPV | ブレイバーンデザイン、監督、絵コンテ、メカニカル作画監督、音響監督            |

### ゲーム・遊技機
| 発表年    | タイトル                                                | クレジット・役割 | 備考                                                     |
| --------- | ------------------------------------------------------- | --- | -------------------------------------------------------- |
| 1989      | モトローダー                                            | ゲスト・デザイナー |                                                          |
| 1990      | ガイフレーム                                            | メカニックデザイン | 販促イラストなども担当。                                 |
| 1995      | 70年代風ロボットアニメ ゲッP-X                          | 原画 |                                                          |
| 1995      | 魔法騎士レイアース                                      | アニメーションスタッフ（オープニング制作/演出） |                                                          |
| 1995      | 超人学園ゴウカイザー                                    | キャラクターデザイン |                                                          |
| 1999      | Virus -The Battle Field-                                | アニメーション監督・演出 |                                                          |
| 2004      | クロスゲート パワーアップキット3 天界の騎士と星詠の歌姫 | オープニング（監督） |                                                          |
| 2005      | 第3次スーパーロボット大戦α 終焉の銀河へ                 | ダンクーガカットイン原画協力、製作協力 |                                                          |
| 2005      | GAME S.S.D.S 〜刹那の英雄〜                             | ビジュアルプロデューサー |                                                          |
| 2006      | プリズムアーク                                          | オープニングムービー（監督、絵コンテ） |                                                          |
| 2007      | スーパーロボット大戦W                                   | カットイン原画協力 |                                                          |
| 2007      | スーパーロボット大戦OG ORIGINAL GENERATIONS             | オリジナルメカニックデザイン、ロボット原画 |                                                          |
| 2007      | スーパーロボット大戦OG外伝                              | オリジナルメカニックデザイン、ロボット原画 |                                                          |
| 2008      | スーパーロボット大戦Z                                   | オリジナルメカデザイン、ロボットカットイングラフィック協力 |                                                          |
| 2010      | サモンナイトグランテーゼ 滅びの剣と約束の騎士           | 協力 |                                                          |
| 2010      | プリズム☆ま～じカル ～Prism Generations!～              | ファーストオープニングムービー（監督、絵コンテ） |                                                          |
| 2010      | スーパーロボット大戦L                                   | スペシャルサンクス |                                                          |
| 2011      | パチスロ 超重神グラヴィオン                             | パチスロアニメーションスタッフ（監督・演出、メカニック作画監督、原画） |                                                          |
| 2011      | 第2次スーパーロボット大戦Z 破界篇                       | オリジナルメカデザイン、開発協力 |                                                          |
| 2012      | 第2次スーパーロボット大戦Z 再世篇                       | オリジナルメカデザイン、開発協力 |                                                          |
| 2012      | 第2次スーパーロボット大戦OG                             | オリジナルメカニックデザイン、ロボット原画 |                                                          |
| 2013      | 月英学園 -kou-                                          | ゲストイラストレーター |                                                          |
| 2014      | 第3次スーパーロボット大戦Z 時獄篇                       | 開発協力 |                                                          |
| 2015      | 第3次スーパーロボット大戦Z 天獄篇                       | オリジナルメカデザイン、開発協力 |                                                          |
| 2015      | パチスロ 機甲戦記ドラグナー                             | メインビジュアル、OPアニメーション絵コンテ・演出、メカニカル作画監督 |                                                          |
| 2016      | スーパーロボット大戦OG ムーン・デュエラーズ             | メカニックデザイン、ロボット原画 | 初回限定版スペシャル三方背BOXイラストも担当。            |
| 2017      | パチスロ エイリヤンエボリューション                     | 監督、作画監督、原画、UFOアーマーデザイン、演出 |                                                          |
| 2017      | スーパーロボット大戦V                                   | 戦闘カットイン原画協力 | マイトガインのカットイン原画を担当。                     |
| 2018      | スーパーロボット大戦X                                   | 戦闘カットイン原画 |                                                          |
| 2019      | スーパーロボット大戦T                                   | 戦闘カットイン原画 |                                                          |
| 2019-     | スーパーロボット大戦DD                                  | | ディーダリオンのデザインを担当。                         |
| 2019-2023 | ガンダムブレイカーモバイル                              | オープニングアニメーション（監督、メカ作画監督） |                                                          |
| 2020      | 機動戦隊アイアンサーガ                                  | メカデザイン、版権画、イベントCM（監督、メカ作画監督） |                                                          |
| 2020      | グランブルーファンタジー                                | 「ロボミ」 MUSIC VIDEO：監督、演出、画コンテ、原画 |                                                          |
| 2021      | スーパーロボット大戦30                                  | オリジナルメカデザイン、戦闘カットイン原画 | グラヴァリン、アルティメットダンクーガのデザインを担当。 |
| 2022      | THE KING OF FIGHTERS XV                                 | スペシャルムービー（監督、画コンテ、総作画監督、原画） |                                                          |
| 2022      | 機動戦士ガンダム 鉄血のオルフェンズG                    | 『機動戦士ガンダム 鉄血のオルフェンズ ウルズハント』メカ作画監督、原画 |                                                          |
| 2024      | レゾナンス:無限号列車                                   | アニメーションPV（アニメ監督） |                                                          |
| 2025      | 餓狼伝説 City of the Wolves                             | スペシャルミュージックビデオ （監督、画コンテ、作画監督、クリエイティブプロデューサー、原画） 餓狼伝説 × ストリートファイター \| アニメーショントレーラー （監督、画コンテ、クリエイティブプロデューサー、作画監督、原画） |                                                          |

### その他イラスト、デザイン、など
- 機甲戦記ドラグナー DVDメモリアルボックスイラスト[63]
- 太陽の勇者ファイバード メモリアルBOXイラストレーション[64]
- 伝説の勇者ダ・ガーン メモリアルBOXイラストレーション[65]
- 黄金勇者ゴルドラン メモリアルBOXイラストレーション[66]
- EMOTION the Best 機甲戦記ドラグナー DVD-BOXイラスト[63]
- 琉球銀行 （グレート☆リュウギーン・デザイン、アニメCM監督[67][68]）
- パシフィック・リム: アップライジング （コラボアート[69]）
- ゾンビランドサガ（応援イラスト[70]）
- フレーム アクション マイスター サイコアーマー ゴーバリアン ゴーバリアン（コンセプトデザイン[71]）
- バンダイ ガンプラ パッケージアート
- バンダイ HGスーパーロボット大戦シリーズ パッケージアート
- MODEROID パッケージアート
- IWGP世界ヘビー級王座 チャンピオンベルトデザイン[72]
- 超獣機神ダンクーガ 40th anniversary Blu-ray Box BOXイラスト[73]
- ナンバーワン戦隊ゴジュウジャー ゴジュウジャーロボ祭り（イラスト）

## 書籍
著作
- 『G-ONE- 大張正己作品集』（ムービック、1998年12月1日初版発行）ISBN 4-89601-361-1
- 『大張正己 画集 ロボ魂―ROBOT SOUL―』（ソフトバンク クリエイティブ、2013年8月7日初版第1版発行）ISBN 978-4-7973-7003-4
- 『大張正己画集 OBARISM』（ホビージャパン、2022年4月28日初版発行）ISBN 978-4-7986-2780-9

その他
- 『山根理宏画集 リヒロトマサヒロ』（企画・プロデュース、ホビージャパン、2024年10月2日初版発行）ISBN 978-4-7986-3606-1
- 『ホビージャパンエクストラ 特集：アニメーター・大張正己“バリってる”造形の魅力』（スーパーバリザー、ホビージャパン、2025年1月31日初版発行）ISBN 978-4-7986-3739-6

## 出演
- 超人学園ゴウカイザー  - 立花一輝、ブライダーの声
- スーパーロボット大戦OG -ジ・インスペクター- - 龍王機の声
- スーパーロボット大戦X-Ω - G-BARI（写真出演/ポプテピピックより）

## 関係者
- 江端里沙（愛姫みかん） - 元スタジオG-1NEO所属。所属当時の大張アニメには欠かせない存在で、大張の「若手からカリスマアニメーターを輩出したい」という近年のコメントの際にも、度々江端の名前が挙げられている[17][19]。
- うるし原智志 - 高校、および同じ学科の同期[74]。
- 平野俊貴 - 『戦え!!イクサー1』で初対面したアニメ監督。大張が監督業を行う際のスタイルに多大な影響を与えた[20]。
- 合田浩章・恩田尚之 - キャラクターデザインに関して、「これは超えられない」と感じて暫くコンプレックスを抱くほどの影響を与えた[20]。
- 中澤一登 - プロレス観戦仲間のアニメーターで、プロレスを理解する数少ない知人[16]。
- 中山久美子 - デビュー初期から仕事をすることが多いカラーコーディネーターで、色彩設定に関しての相性が良いとこと[16]。